# Televisió social
La Televisió social (en anglès, Social television) és un terme general per a referir-se a la tecnologia de televisió interactiva que suporta i integra interacció social, sistemes de recomanació, valoracions, comentaris i participació interactiva entre els teleespectadors a través de xats de text, àudio o videoconferències, ja sigui directament a la pantalla o mitjançant dispositius auxiliars. Crea una major harmonia, tant amb programes en directe com diferits, amb l'objectiu de donar als teleespectadors una sèrie de serveis socials i interactius, que fan més pròximes les relacions entre les diferents persones que estan veient un contingut al mateix temps.
La Televisió social és una àrea d'investigació i desenvolupament que està generant nous serveis com operadors de televisió i productors de continguts. Ha estat escollida per la prestigiosa revista Technology Review, publicació del MIT, com una de les deu tecnologies emergents més importants del 2010.

## Descripció
Els sistemes de Televisió social complementen el consum de vídeo per difusió amb un canal de comunicació afegit, anomenat canal de retorn, que connecta els diferents espectadors. Aquest canal addicional proporciona a l'usuari l'experiència de veure la televisió formant part d'un grup. Gràcies a aquest canal, podem interaccionar amb els altres membres del grup, aconseguint d'aquesta manera que el contingut visual sigui més atractiu, ja que amb els diferents mètodes de comunicació dintre de la Televisió social es podran realitzar diferents accions que ens permetin millorar l'experiència visual. Comentaris, votacions, opinions, dades, rebre informació, entre d'altres, fan que l'experiència de l'usuari sigui més activa. Podem trobar diferents tipus de canals de retorn, per línia telefònica, Ethernet, Bluetooth, GPRS/UMTS, PLC o Wi-Fi/WiFiMAX. Aquesta tecnología no està limitada a un únic dispositiu com ara la pantalla de televisió, sinó que també es pot presentar en un ordinador o dispositiu portàtil com un telèfon mòbil, tablet o un netbook.

Dins el concepte de televisió interactiva, podem parlar de la importància assolible de les comunicacions socials. Introduir les relacions entre usuaris a través de les noves tecnologies, ens poden portar a un grau d'interactivitat molt alt. Actualment, es veu molt a diferents programes de televisió, la participació dels teleespectadors via xarxa social, correu electrònic o web. Aquest sistema de participació activa dins els conjunts audiovisuals, anirà augmentant i expandint-se a molts més continguts, donant l'oportunitat a l'usuari de crear noves experiències televisives. Aconseguim, d'aquesta manera un nou mitjà de comunicació social.

No tots els programes són adients per a l'execució d'aplicacions socials. Els programes amb ritmes monòtons o en ràfegues i de contingut redundant, ofereixen moltes pauses i, per tant, oportunitats per a la interacció. Els esdeveniments esportius, debats i concursos són els que generen més discussió. En canvi, els menys adients serien les pel·lícules o sèries, que sovint mantenen un fil conductor que atrau l'atenció de l'espectador.

## Sistemes de Comunicació

### Xat d'àudio
Alguns sistemes de Televisió social introdueixen la veu parlada com la via principal d'interacció entre els usuaris, ja que en el món real és la forma de comunicació més natural entre les persones. Els xats de veu presenten, però, dos inconvenients importants:

En primer lloc l'àudio de la conversa entra en conflicte amb l'àudio de la televisió emesa, per tant, per obtenir una conversa confortable la situació requeriria treure l'àudio d'emissió o bé posar en pausa el vídeo mentre es parla, pràctica completament en contra de la naturalesa de la difusió. El segon problema amb l'àudio als xats és que els descodificadors o aparells estàndards no inclouen un micròfon i caldria instal·lar un sistema addicional.

Un exemple d'aquests sistemes és Amigo.tv Arxivat 2011-11-25 a Wayback Machine., en què el xat de veu és la principal forma de comunicació entre els usuaris. En aquest, es combina la veu i elements gràfics identificats per un avatar d'usuari. L'espectador pot veure en cada moment què estan veient les seves amistats i pot compartir canal amb aquestes.

### Xat de text
Aquest mètode es basa en la comunicació mitjançant missatges de text en temps real per tal d'aconseguir interaccionar durant la difusió dels continguts. Els missatges de text a la televisió són bastant freqüents en programes on es fan debats, concursos, etc., en què l'opinió de l'espectador es pot fer servir en emissió. El procediment és el següent:

Als controls de realització dels programes s'afegeix un sistema que s'activa quan el programa vol començar a rebre missatges (generalment formats per una paraula clau seguida del comentari o opinió). Seguidament, el control de realització filtra els missatges (descartant els que puguin ser ofensius, etc.) abans de sortir a emissió. Aquest textos són controlats per l'operadora de telefonia i per una plataforma de missatgeria que consisteix en una connexió directa entre la xarxa de mòbils i l'aplicació.

Això té un gran impacte en la forma de produir televisió, ja que la mateixa opinió obtinguda pot fer que el programa canviï algun aspecte en directe per satisfer millor les necessitats dels consumidors.
Aquest sistema de fer servir SMS per captar les opinions de les persones, està sent substituït en gran part i cada cop més per les xarxes socials. Les opinions que s'aboquen tant a Twitter com a Facebook són cada vegada més importants en el moment de la producció d'un servei audiovisual.

Un exemple és el que fa Televisió de Catalunya al programa Banda Ampla. A mesura que la gent fa comentaris en xarxes socials sóbre la temàtica del programa, la realització del programa selecciona les més rellevants i les mostra en emissió.
La integració de tweets en temps real durant la transmissió d'un programa és una eina molt utilitzada avui per molts programes televisius en directe arreu del món.

Exemples de com la televisió tradicional està aprofitant aquesta integració amb les xarxes socials són:
- Integrar tweets de personatges coneguts per a discutir sobre ells.
- Han nascut programes que es basen gairebé totalment en el qual es parla a la xarxa, fent un recopilatori de lo més important de la setmana. Sent twitter i Facebook d'on més contingut s'extreu.
- Programes que directament ofereixen un contingut addicional i exclusiu per la xarxa, paral·lel al que s'emet per televisió, és una tendència cada vegada més freqüent a la producció de sèries.

### Videoconferència
Aquest sistema es pot desenvolupar de diferents formes. Mostrant als usuaris connectats en finestres a la pantalla o utilitzant dispositius externs que no interfereixin amb el vídeo. La interacció, per tant, es realitza d'una forma més natural, ja que es pot tenir una conversació en temps real en la qual els usuaris poden parlar cara a cara. L'ús de videoconferències al moment de veure la televisió és un canvi important en la manera de consuimir contingut audiovisual, ja que és un mètode que millora la integració de l'usuari en un grup de gent amb qui comentar el que està visualitzant.

Per exemple, els espectadors se senten partícips d'una activitat de grup quan poden llegir informació visualitzada a la pantalla d'altres persones que veuen el mateix programa.
Estudis demostren que les videoconferències donen una millor sensació d'integració en un grup respecte altres mètodes de comunicació (xats de veu, avatars, etc.).

La Creu Roja, conjuntament amb el govern i empreses com Vodafone, Tecsos i Qualcom, impulsa un projecte (Social TV 3g) per promoure la integració i fomentar les relacions socials de la gent gran mentre veuen la televisió. La tecnologia permet a l'usuari establir una videoconferència amb el comandament a distància de la televisió, amb una interficie amigable.

Una altra empresa que està explotant aquesta tecnologia emergent és Skype, que afegeix la possibilitat d'utilitzar la seva aplicació en els Smart TV de Samsung.

### Web
La integració de continguts web al televisor és un fet cada vegada més comú. Amb el progrés de les noves tecnologies i eines d'interacció social, ha nascut la necessitat de connectar el que un usuari està visualitzant amb el qual visualitzen els seus amics en les xarxes socials. D'aquesta manera, s'han de crear solucions web que connectin les xarxes socials amb el contingut audiovisual que l'usuari consumeixi.

Arran d'aquesta nova necessitat, han sorgit nous serveis com Miso, GetGlue, Tunerfish Arxivat 2011-11-30 a Wayback Machine., IntoNow Arxivat 2011-11-28 a Wayback Machine., yap.TV o Videosurf Arxivat 2011-11-30 a Wayback Machine., que recopilen i connecten entre els seus usuaris informació dels seus gustos i preferències.

Facebook

Moltes d'aquestes aplicacions fan servir l'eina desenvolupada per Facebook: Facebook connect com a pont de connexió entre els seus serveis i aquesta xarxa social. Els sistemes web inclouen (a més a més dels televisors connectats a internet), la possibilitat d'interactivitat durant la visualització de programes de la televisió tradicional.
Tots aquests sistemes, però, tenen un problema en comú, i és la dificultat, en moltes ocasions, de mantenir una conversa en línia mentre es veu la televisió. Moltes vegades, depenent del contingut audiovisual que es consumeixi, l'usuari no és capaç de fer les dues coses alhora amb naturalitat. La televisió social no deixa de ser televisió, per això és molt important minimitzar la distracció i mantenir l'atenció sobre l'emissió.

## Sistemes
En aquest apartat s'esmenten les diferents maneres d'introduir les xarxes socials en el món de la televisió.

### Incrustació al vídeo
Tecnologia utilitzada en molts programes televisius amb la finalitat de visualitzar la participació dels espectadors mitjançant missatges SMS o tweets. Molts d'aquests programes ofereixen la possibilitat de donar opinions, participar en concursos, etc. Amb la tendència a substituir els missatges SMS per missatges a Twitter, algunes cadenes han apostat per la integració amb aquesta xarxa social. Alguns exemples són Veo7, Televisió de Catalunya i Fox TV.

### Dispositius addicionals
Amb l'arribada dels telèfons mòbils d'última generació i els tablets, s'ha facilitat especialment el vincle entre les xarxes socials i els continguts televisius. Alguns exemples d'aplicacions per mòbils que realitzen aquesta funció són:
- TvChatter: aplicació per mòbils que sincronitza amb Twitter per tal de presentar, en temps real, un flux de tweets sobre un programa en concret.

- GetGlue és una aplicació que permet obtenir recomanacions de pel·lícules, música, llibres, etc. basant-se en els interessos personals que l'usuari ha introduït. L'aplicació ofereix la possibilitat de compartir els continguts que es visualitzen i també permet veure els dels altres usuaris.

### Aplicacions interactives
Són aplicacions que permeten accedir directament a continguts de xarxes socials des d'un televisor amb accés a internet o a través d'un dispositiu addicional extern que realitza aquesta connexió entre el televisor i la xarxa. Alguns exemples són:
- Les vídeo consoles Play Station 3 i Xbox 360, en les seves últimes actualitzacions de firmware, permeten l'accés a vídeo sota demanda en línia directament des de la consola. També incorporen opcions d'accedir a xarxes socials (Facebook, Twitter) per compartir informació relacionada amb el progrés i els esdeveniments dels jocs.

Google TV logo

- Boxee és un software multiplataforma per Linux, Windows o Mac OS X que permet a l'usuari organitzar els seus continguts multimedia emmagatzemats a l'ordinador. També dona accés a contingut audiovisual a internet (programes de televisió, sèries, pel·lícules, ràdio...) i permet a l'usuari compartir informació del que està visualitzant a través de xarxes socials com Facebook o Twitter. L'empresa Boxee també ha llançat al mercat un dispositiu complementari que permet realitzar aquestes activitats directament des del televisor.

Alguns exemples d'altres dispositius complementaris al televisor que permeten aquesta connexió són:
- Google TV: És una plataforma interactiva que permet a l'usuari accedir a contingut televisiu i a contingut web. Funciona amb el sistema operatiu Android sobre plataformes obertes, amb navegador Google Chrome amb Adobe Flash Player. Google ofereix la possibilitat d'integrar aquest servei en un televisor amb connexió a internet o bé a través d'un descodificador extern. Google TV va ser llançat a l'octubre de 2010 amb els nous dispositius dels fabricants Logitech i Sony.
- Apple TV és el dispositiu receptor multimedia dissenyat per l'empresa Apple. Ofereix la possibilitat de visualitzar, en un televisor d'alta definició, continguts audiovisuals provinents de l'iTunes Store, Youtube, Flickr, així com continguts provinents d'un ordinador amb Mac OS X o Windows.

Cada vegada més, els fabricants de televisors han anat desenvolupant plataformes pròpies de serveis en xarxa. Yahoo! i Intel van formar una aliança per oferir una plataforma d'interactivitat anomenada Widget Channel. L'aplicació es basa en TV Widgets, que són aplicacions independents de diferents continguts (xarxes socials, botigues on-line, canals de televisió...). El primer fabricant de televisors que va incorporar la plataforma Widget Channel va ser Samsung. Més endavant altres fabricants com LG i Sony s'hi van afegir.

Altres fabricants de televisors encara conserven els seus sistemes de connectivitat inicials, com ara Panasonic amb la plataforma Viera cast, que ofereix accés a aplicacions com Youtube, Netflix, Skype o Twitter. També la tecnologia Applicast de Sony permet accedir a una àmplia gamma d'aplicacions d'internet.

## Programes de televisió amb integració social
Aquests són alguns dels exemples de com s'estan integrant elements socials amb els diferents programes de televisió:
- Rette die Million! (o Atrapa un millón a Espanya), on es dona l'oportunitat als telespectadors de participar des de casa seva de forma simultània, on d'aquesta manera s'enfrontaran a les mateixes qüestions que els concursants en televisió. Una forma totalment interactiva de poder gaudir del programa.
- La cadena FOX va inventar el Tweet-Peat per a les sèries Fringe i Glee, on a més de mostrar per pantalla els tweets dels fans donant la seva opinió, també es visualitzaven comentaris d'actors i productors. D'aquesta manera es permetia la interacció amb l'espectador responent a les preguntes que es realitzaven via Twitter.
- Sèries com Bones i Breaking In, de la cadena FOX, van agregar una etiqueta de Twitter a la pantalla durant la seva emissió en abril de 2011.
- Top Gear ha integrat una pàgina oficial a Facebook. Després del final de cada programa, es publiquen a Facebook vídeos sobre aquest últim episodi.
- American Idol, un reality on els usuaris registrats a Facebook poden votar pel seu candidat favorit de franc.
- The Voice, on els jutges del programa interaccionen a través de tweets que apareixen a la part inferior de la pantalla. A més, l'ús de Twitter es va traduir també en un augment de telespectadors.
- Nick dut nik, programa de la televisió basca ETB 3, on els tweets dels telespectadors eren inserits en directe a l'emissió del programa. La cadena espanyola Veo7 també va incorporar missatges de Twitter en un dels seus programes politics.
- Banda Ampla, de la Televisió de Catalunya (TVC), on la incrustació de missatges per pantalla es feia a través de Facebook Connect.
- 30 minuts, Televisió de Catalunya (TVC), programa on es va realitzar una proposta de seguiment a Twitter. Es tractava de veure el programa en directe per la televisió o per l'ordinador i a la vegada estar connectat al debat obert a Twitter a través de la web o qualsevol altre dispositiu.